# Simone Mazauric
Pour les articles homonymes, voir Mazauric.
Simone Mazauric, née en 1945, est une épistémologue et philosophe française.

## Biographie
Née Simone Martin en 1945 à Nîmes, elle est agrégée de philosophie. En 1994, elle soutient une thèse de doctorat sous la direction d'Olivier Bloch. Elle est professeur émérite à l'université de Lorraine.
Élue à l'Académie de Nîmes en 2014, elle la préside en 2019. Elle est aussi membre de la Société d'histoire moderne et contemporaine de Nîmes et du Gard.
En 2004, elle est candidate aux élections européennes dans la circonscription Est, sur la liste conduite par Fabienne Pourre.
En novembre 2018, elle signe l'appel pour l'union de la gauche à Nîmes dans l'optique des élections municipales de 2020. Lors des élections municipales de 2020 à Nîmes, elle est candidate sur la liste conduite par Vincent Bouget.

### Famille
Elle est la seconde épouse de Claude Mazauric à partir de 1981.

## Travaux
Dans Gassendi, Pascal et la querelle du vide (1998), elle « expos[e] concrètement un cas de rupture historique — et aussi de continuité — dans l'histoire des idées ».
En 2004, elle publie le texte d'une vingtaine de conférences prononcées par Théophraste Renaudot au Bureau d'adresse.
Avec sa biographie de Fontenelle (2007), elle « dépasse le cercle des lecteurs érudits ». Elle s'y intéresse plus largement à la formation de l'histoire des sciences.
Avec sa synthèse sur l'Histoire des sciences à l'époque moderne (2009), elle propose un manuel qui « comble un vide énorme ».

## Ouvrages
- Éd. de René Descartes, Discours de la méthode, Paris, Éditions sociales, coll. « Essentiel », 1983  (ISBN 2-209-05533-4).
- Savoirs et philosophie à Paris dans la première moitié du XVIIe siècle : les conférences du Bureau d'adresse de Théophraste Renaudot (1633-1642), Paris, Publications de la Sorbonne, coll. « Philosophie », 1997  (ISBN 2-85944-322-3).
- Gassendi, Pascal et la querelle du vide, Paris, Presses universitaires de France, coll. « Philosophies », 1998  (ISBN 2-13-049471-4).
- Éd. de Théophraste Renaudot, De la petite fille velue et autres conférences du Bureau d'adresse (1632-1642), Paris, Klincksieck, coll. « Cadratin », 2004  (ISBN 2-252-03444-0).
- Fontenelle et l'invention de l'histoire des sciences à l'aube des Lumières, Paris, Fayard, coll. « Histoire de la pensée », 2007  (ISBN 978-2-213-63306-0).
- Histoire des sciences à l'époque moderne, Paris, Armand Colin, coll. « U », 2009  (ISBN 978-2-200-34521-1).
- Éd. avec Xavier Kieft et Sylvain Matton de Nicolas de Villiers, sieur de Chandoux (préf. Vincent Carraud), Lettres sur l'or potable : suivies du traité De la connaissance des vrais principes de la nature et des mélanges et de fragments d'un Commentaire sur l'Amphithéâtre de la sapience éternelle de Khunrath, Milan, Archè, coll. « Anecdota », 2012  (ISBN 978-88-7252-330-8).
- Le Physicien nîmois Claude Guiraud (1612-1657) et la vie savante dans le Midi réformé : avec ses traités inédits De la lumière et Observations sur un fragment de M. Hobbes sur la lumière (préf. Patrick Cabanel, trad. Sylvain Matton), Paris, Honoré Champion, coll. « Vie des huguenots », 2017  (ISBN 978-2-74534-689-6).
- Dir. avec Pierre-François Moreau, Raison et passions des Lumières, Paris, L'Harmattan, coll. « La Philosophie en commun », 2013  (ISBN 978-2-343-01525-5).

### Sources
- Catherine Bernié-Boissard, Michel Boissard et Serge Velay, « Mazauric, Simone », dans Petit dictionnaire des écrivains du Gard, Nîmes, Alcide, 2009 (ISBN 978-2-917743-07-2), p. 163.
- Entretien avec Leïla Mebarek, « Fiers d'eux », France Bleu Gard Lozère, 4 mars 2019.